# 小型基地台
小型基地台（英語：Small Cell），是一種低功率的無線接入節點或基站，可以在有執照頻譜及無需執照頻譜中運作，涵蓋範圍由10公尺至於1到2公里。它可以被用來當成行動通訊數據卸載（Mobile data offloading）之用。

## 類型
小型基地台可分為femtocell，picocell與microcell等。可支援 GSM，CDMA2000，TD-SCDMA，W-CDMA，LTE與 WiMax，也支援WIFI。

## 設計目標
小型基地台可以被使用來作為提供建築內部與戶外的無線服務。行動通信營運商使用小型基地台來擴展他們服務的涵蓋範圍，以及增加網路能力。

## 外部連結
- Small Cell Forum官網 （页面存档备份，存于）